# Шемла, Жюдит
Жюдит Шемла (фр. Judith Chemla; род. 5 июля 1985, Франция) — французская актриса.

## Биография
Жюдит Шемла родилась 5 июля 1985 года, детство провела в парижском пригороде Жантии. Её отец, тунисского происхождения, был скрипачом, мать, из бургундской семьи, адвокатом. В семь лет Жюдит начала играть на скрипке и продолжала это занятие до 14-летнего возраста. Училась в консерватории 5-го округа Парижа, затем поступила в Национальную консерваторию драматического искусства где познакомилась с Мюриэль Маетт-Гольц, которая позже пригласила Жюдит в Комеди Франсез.
В кинематографе Жюдит Шемла дебютировала в 2005 году, снявшись в уголовно-драматическом сериале «Спираль». В 2012 году актриса сыграла роль Жозефы в ленте Ноэми Львовски «Камилла раздваивается», за которую была номинирована на получение французской национальной кинопремии «Сезар» как самая перспективная актриса.
Шемла снималась в фильмах таких известных режиссёров, как Пьер Шоллер («Версаль»), Бертран Тавернье («Принцесса де Монпансье») и Андре Тешине («Мужчина, которого слишком сильно любили»). В 2016 году на экраны вышел фильм Стефана Бризе «Жизнь», за роль в котором Жюдит Шемла была номинирована на соискание кинопремии «Люмьер» 2017 года в номинации за лучшую женскую роль.
В 2014 году Жюдит Шемла была награждена Орденом Искусств и литературы (кавалер).

### Личная жизнь
Жюдит Шемла была спутницей актёра Джеймса Тьерри, от которого имеет сына.